# Against All Odds (2025)
Against All Odds (2025) foi um evento de luta livre profissional produzido pela Total Nonstop Action Wrestling (TNA). Ele aconteceu em 6 de junho de 2025, na Mullett Arena, em Tempe, Arizona, e foi transmitido pelo TNA+. Este foi o 14º evento da cronologia do Against All Odds.
Nove lutas foram disputadas no evento, incluindo uma no pré-show "Countdown to Against All Odds". No evento principal, o lutador do NXT Trick Williams derrotou Elijah para manter o Campeonato Mundial da TNA. Em outra luta de destaque, Santino Marella derrotou Robert Stone para continuar como diretor de autoridade da TNA. O evento foi notável pelo retorno à TNA de The IInspiration (Cassie Lee e Jessie McKay) e Killer Kelly.

## Produção

### Introdução
Against All Odds é um evento anual de luta livre profissional produzido pela Total Nonstop Action Wrestling (TNA) entre 2005 e 2012. Em 2013, a TNA interrompeu a maioria de seus eventos mensais pay-per-view em favor dos novos eventos pré-gravados One Night Only. Foi revivido como um episódio especial do Impact! que foi ao ar em 29 de março de 2019, e tem sido um especial mensal do TNA+ desde a edição de 2021. Em 2 de abril de 2025, a TNA anunciou que o Against All Odds aconteceria em 6 de junho na Mullett Arena, em Tempe, Arizona.

### Histórias
O evento incluiu lutas que resultaram de histórias com script, onde os lutadores retrataram heróis, vilões ou personagens menos distinguíveis em eventos que criaram tensão e culminaram em uma luta ou série de lutas.
No NXT Battleground, o lutador do NXT Trick Williams derrotou Joe Hendry para conquistar o Campeonato Mundial da TNA, tornando-se o primeiro lutador ativo da WWE a conquistar um título da TNA. Dois dias depois, no episódio de 27 de maio do NXT, Williams fez sua primeira promo como campeão, prometendo transformar a TNA em “TrickNA” e menosprezando ex-campeões mundiais da TNA como Kurt Angle e AJ Styles. Mais tarde, ele foi confrontado por Mike Santana, que havia aparecido em um segmento nos bastidores durante o Battleground e feito sua estreia nos ringues do NXT recentemente. Santana chamou Williams de "falso" e declarou que tomaria o Campeonato Mundial da TNA dele. O diretor de autoridade da TNA, Santino Marella, apareceu no telão para anunciar que, segundo a gerente geral do NXT, Ava, Williams defenderia o título contra Santana no episódio seguinte do NXT. No entanto, no dia seguinte, durante o programa Busted Open Radio, o coapresentador e produtor sênior da TNA Tommy Dreamer anunciou que o Campeonato Mundial da TNA também seria defendido no evento Against All Odds. Essa luta foi confirmada no episódio seguinte do TNA Impact!, revelando que Williams ou Santana defenderia o título contra Elijah, aliado de Joe Hendry, no evento. No episódio de 3 de junho do NXT, Williams derrotou Santana para manter o título devido à interferência do Fir$t Cla$$ (A. J. Francis e KC Navarro). Assim, foi anunciado que Williams defenderia o título contra Elijah no Against All Odds. Enquanto isso, Santana, que havia derrotado Francis no Under Siege duas semanas antes, foi anunciado como convidado no talk show de Francis e Navarro, o "Fir$t Cla$$ Penthouse".
No Under Siege, após Masha Slamovich defender o Campeonato Mundial das Knockouts da TNA contra Victoria Crawford, ela indicou Léi Yǐng Lee como sua próxima desafiante. No entanto, foi interrompida por Robert Stone, que afirmou que Lee precisaria conquistar sua oportunidade no próximo episódio do TNA Impact!. Lee então enfrentou e derrotou Ash by Elegance, uma das campeãs mundiais de duplas das Knockouts da TNA, e logo em seguida foi novamente desafiada por Slamovich. A luta entre as duas foi posteriormente oficializada para o evento Against All Odds.
No episódio de 29 de maio do TNA Impact!, The Rascalz (Trey Miguel e Zachary Wentz) derrotaram The System (Brian Myers e Eddie Edwards), Fir$t Cla$$ (A. J. Francis e KC Navarro) e Laredo Kid (cujo parceiro, Octagón Jr., foi atacado nos bastidores pelo The System) para conquistar uma oportunidade pelo Campeonato Mundial de Duplas da TNA. Em seguida, foi anunciado que eles desafiarão os Nemeth Brothers (Nic Nemeth e Ryan Nemeth) pelos títulos no Against All Odds.
No episódio de 1º de maio do TNA Impact!, o assistente de gerente geral do NXT Robert Stone (anteriormente conhecido como Robbie E na TNA) confrontou o diretor de autoridade da TNA Santino Marella, ao lado de Victoria Crawford. Stone alegou que Marella estava "sob revisão" pelos "superiores" da Anthem Sports & Entertainment e anunciou que Crawford assumiria como diretora adjunta de autoridade, enquanto ele atuaria como o elo de ligação entre a TNA e a Anthem. Agora se autointitulando "Sheriff Stone", ele começaria a anular as decisões de Marella, conquistando o apoio de Tessa Blanchard, que havia sido crítica sobre a liderança de Marella, e gerando a desaprovação de Arianna Grace, filha de Marella e elo de ligação entre a TNA e o NXT. Isso rapidamente levou a uma luta entre Blanchard e Grace no Under Siege, onde Blanchard saiu vitoriosa. No TNA Impact! seguinte, Marella e Grace enfrentaram Stone e Crawford em uma luta de duplas mistas, mas, devido a várias condições impostas por Stone e interferência de Alisha Edwards, a equipe de Stone e Crawford venceu. Mais tarde, em um segmento exclusivo digital, um enfurecido Marella desafiou Stone para uma luta individual no Against All Odds, com o vencedor assumindo permanentemente o cargo de diretor de autoridade da TNA.
Após perder para Mike Santana em uma luta falls count anywhere no Rebellion, Mustafa Ali iniciou uma espiral descendente, tornando-se mais agressivo contra seus adversários e sua facção, a Order 4 (The Great Hands (John Skylar e Jason Hotch) e Tasha Steelz). Quase descontrolado, ele atacava cegamente lutadores como Ace Austin e The Rascalz (Trey Miguel e Zachary Wentz), usando membros da Order 4 para protegê-lo, embora aparentemente contra a vontade deles. No Under Siege, a Order 4 derrotou The Rascalz, Indi Hartwell, e Raj Singh, que fez o seu retorno (substituindo o lesionado Ace Austin), mas Ali continuou atacando Singh após a luta. Steelz tentou acalmá-lo, mas foi surpreendentemente empurrada por Ali. Sinais do comportamento abusivo de Ali foram novamente vistos no episódio seguinte do TNA Impact!, onde, enquanto ordenava que The Great Hands atacassem Singh após uma luta, ele agarrou Steelz pelos cabelos e a ameaçou. Na semana seguinte, Steelz perdeu para Hartwell após Hotch se recusar a atacar a última. Ali apareceu e empurrou Steelz e o árbitro para o chão, antes de Hotch se colocar entre ele e Steelz. Nos bastidores, Ali declarou que ele e Hotch se enfrentariam em uma luta no Against All Odds.

## Resultados
| Nº                                          | Resultados | Estipulações                                                             | Tempo |
| ------------------------------------------- | --- | ------------------------------------------------------------------------ | ----- |
| Pré- show                                   | The Elegance Brand (Ash by Elegance, Heather by Elegance e M by Elegance) derrotou Xia Brookside, Harley Hudson e Myla Grace                                             | Luta de trios                                                            | 5:16  |
| 2                                           | Steve Maclin (c) derrotou Mance Warner (com Steph De Lander) | Luta individual pelo Campeonato Internacional da TNA                     | 9:40  |
| 3                                           | The Hardys (Jeff Hardy e Matt Hardy), Leon Slater e The Home Town Man (Cody Deaner) derrotaram The System (Moose, JDC, Eddie Edwards e Brian Myers) (com Alisha Edwards) | Luta de quartetos                                                        | 12:37 |
| 4                                           | Mustafa Ali (com John Skyler e Tasha Steelz) derrotou Jason Hotch | Luta individual                                                          | 13:37 |
| 5                                           | Masha Slamovich (c) derrotou Léi Yǐng Lee | Luta individual pelo Campeonato Mundial das Knockouts da TNA             | 12:48 |
| 6                                           | Frankie Kazarian derrotou Joe Hendry | Luta individual                                                          | 12:43 |
| 7                                           | The Nemeth Brothers (Nic Nemeth e Ryan Nemeth) (c) derrotaram The Rascalz (Trey Miguel e Zachary Wentz)                                                                  | Luta de duplas pelo Campeonato Mundial de Duplas da TNA                  | 12:45 |
| 8                                           | Santino Marella (com Arianna Grace) derrotou Robert Stone (com Tessa Blanchard e Victoria Crawford)                                                                      | Luta individual O vencedor seria o diretor oficial de autoridade da TNA. | 9:49  |
| 9                                           | Trick Williams (c) derrotou Elijah | Luta individual pelo Campeonato Mundial da TNA                           | 16:17 |
| (c) – Refere-se aos campeões antes da luta. | |                                                                          |       |